# 東浜町 (北九州市)
東浜町（ひがしはままち）は福岡県北九州市八幡西区の町。住居表示実施済み。郵便番号は806-0002。

## 地理
八幡西区の北東端に位置し、南に陣山、西に屋敷，田町、北西に築地町と接し、東に八幡東区大字前田と接する。北は洞海湾に面する。

### 河川
- 普通河川 久喜川

### 海洋
- 洞海湾

## 地域の特徴
久喜川が町域の西部北縁に沿って東流後、北部の西縁に沿って北流し、洞海湾に注ぐ。南縁をJR九州鹿児島本線が東西に走り、その北部を国道3号（黒崎バイパス）が並走する。平坦な地形の工業地域で、黒崎播磨の工場敷地が大半を占める。

## 歴史
1867年（慶応3年）から1868年（明治元年）に開作された新開地で、以前は入江であった。西部は妙見山にちなんで妙見町と通称されていた。

### 地名の由来
当地が入江の浜だったことに由来すると思われる。

### 沿革
- 1950年（昭和25年） - 東浜町新設[4]。
- 1963年（昭和38年）2月1日 - 八幡市、戸畑市、小倉市、若松市、門司市の5市が合併し、北九州市が発足。八幡市東浜町は北九州市八幡区東浜町となる。
- 1963年（昭和38年）4月1日 - 北九州市が政令指定都市に指定され、八幡区、戸畑区、小倉区、若松区、門司区の5区を設置。北九州市八幡区東浜町は北九州市八幡区東浜町となる。
- 1972年（昭和47年）6月1日 - 住居表示実施[5]。大字藤田，大字前田の各一部を編入[6]。
- 1974年（昭和49年）4月1日 - 八幡区が八幡西区と八幡東区に分かれ、八幡区東浜町は八幡西区東浜町となる[7]。

### 町名の変遷
| 実施内容 | 実施年月日               | 実施後 | 実施前                                   |
| -------- | ------------------------ | ------ | ---------------------------------------- |
| 町名新設 | 1950年（昭和25年）       | 東浜町 | 大字藤田の一部                           |
| 住居表示 | 1972年（昭和47年）6月1日 | 東浜町 | 東浜町の全部、大字藤田，大字前田の各一部 |

## 世帯数と人口
2025年（令和7年）3月31日現在（北九州市発表）の世帯数と人口は以下の通りである。
| 町     | 世帯数 | 人口 |
| ------ | ------ | ---- |
| 東浜町 | 56世帯 | 88人 |

### 人口の変遷
国勢調査による人口の推移。
| 1995年（平成7年）  | 101人 | [ 8 ]  |  |
| 2000年（平成12年） | 91人  | [ 9 ]  |  |
| 2005年（平成17年） | 66人  | [ 10 ] |  |
| 2010年（平成22年） | 95人  | [ 11 ] |  |
| 2015年（平成27年） | 100人 | [ 12 ] |  |
| 2020年（令和2年）  | 76人  | [ 13 ] |  |

### 世帯数の変遷
国勢調査による世帯数の推移。
| 1995年（平成7年）  | 45世帯 | [ 8 ]  |  |
| 2000年（平成12年） | 41世帯 | [ 9 ]  |  |
| 2005年（平成17年） | 28世帯 | [ 10 ] |  |
| 2010年（平成22年） | 39世帯 | [ 11 ] |  |
| 2015年（平成27年） | 47世帯 | [ 12 ] |  |
| 2020年（令和2年）  | 42世帯 | [ 13 ] |  |

## 学区
市立小・中学校に通う場合、学区は以下の通りとなる。
| 町     | 街区 | 小学校                   | 中学校               |
| ------ | ---- | ------------------------ | -------------------- |
| 東浜町 | 全域 | 北九州市立黒崎中央小学校 | 北九州市立花尾中学校 |

## 交通

### 道路
- 国道3号（黒崎バイパス）

## 施設

### 寺社
- 妙見神社

### 公園
- 東浜公園

### その他
- 黒崎播磨